# Бессмертный (мультфильм)
«Бессмертный» — российский мультфильм, созданный на студии «Пилот» в 2012 году. Из серии: «Гора самоцветов». В начале мультфильма — пластилиновая заставка «Мы живём в России — Кавказ».

## Сюжет
По мотивам сказки татов «Бессмертный человек». Аналогичный сюжет есть в грузинском и венгерском фольклоре. Грузинский вариант сказки называется «Земля требует своё», а аналогичная венгерская сказка — «Принц, который хотел жить вечно».
Когда-то жили два друга — Нисан и Немурум. Однажды Нисан тяжело заболел и умер. После этого Немурум, впервые всерьёз задумавшийся о смерти, отправляется на поиски страны, где никто не умирает…
Много дней шёл Немурум. На своём пути он встретил птицу, потом оленя, а потом тигра. Всем им Немурум предлагал дружить, но потом узнавал, что звери умрут, так как не могут жить вечно, и оставлял их. Наконец, Немурум пришёл к диковинному дворцу, где его встретила красивая девушка. Узнав, что во дворце все живут вечно и не умирают, Немурум остался с девушкой, они поженились и стали жить вместе, не замечая времени — для бессмертных время не важно.
Но вот вспомнил Немурум о родном доме и матери и захотел повидать их. Жена его стала отговаривать, ведь прошло много времени, и все его родные и близкие давно мертвы. Но Немурум настоял на своём, и жена дала ему четыре яблока, которые он не должен есть или терять.
Пошёл Немурум обратно домой. Нашёл по пути клыки тигра, череп оленя и перья птицы, вспомнил о них и каждый раз терял по яблоку, отчего быстро постарел. Вернулся Немурум в родной город и подивился, как сильно всё изменилось. Стал спрашивать о своей матери, и отвели его к двухсотлетнему старику, который слышал об одной старой женщине, которая умерла, вспоминая о сыне, который ушёл и не вернулся, и звали сына Немурум. Услышав это, Немурум пришёл на старое кладбище, нашёл могилу матери и горько заплакал. И выпало у него последнее яблоко.
Спустился на землю ангел Азраил, похоронил Немурума, взял его душу и унёс на небо. И увидел Немурум и своего друга Нисана, и свою маму, и птицу, и оленя, и тигра.

## Создатели
| режиссёр сценарист художник-постановщик | Михаил Алдашин                  |
| аниматоры                               | Алексей Миронов                 |
| директор                                | Игорь Гелашвили                 |
| композитор                              | Александр Гусев                 |
| звукооператор                           | Олег Зуев                       |
| роли озвучивали                         | Юлия Рутберг, Александр Леньков |

## Награды
- Мультфильм получил Гран-при 18-го Открытого фестиваля анимационного кино в Суздале[1].
- Лауреат премии «Ника» в номинации лучший анимационный фильм 2012[2].
- В 2014 году фильм номинировался на премию «Золотой орёл» за лучший анимационный фильм.
- Премия «Белый слон» Гильдии киноведов и кинокритиков России за лучший анимационный фильм[3]